# 奧爾巴湖
51°16′18″N 14°35′31″E / 51.271796°N 14.592075°E

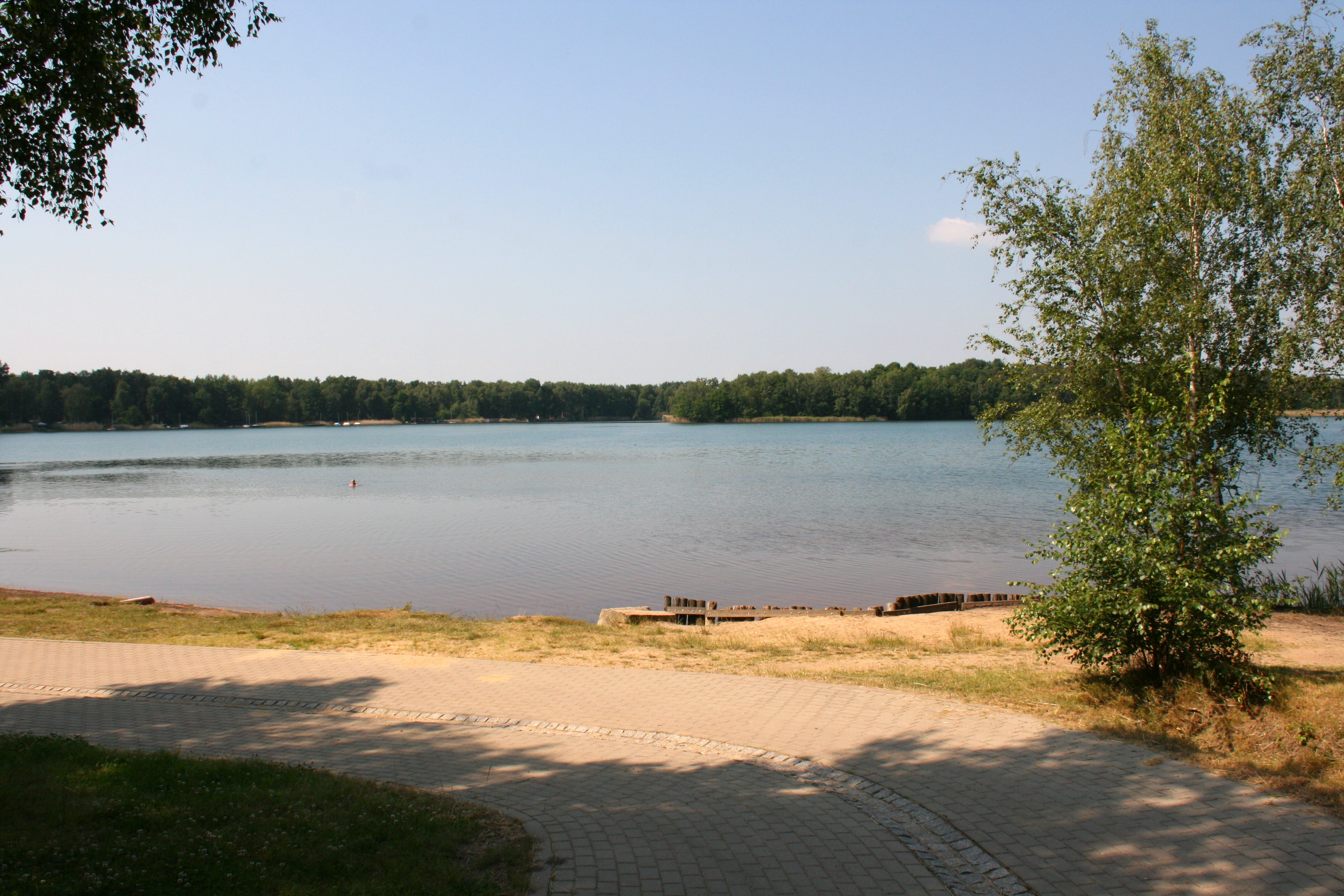

奧爾巴湖（德語：Olbasee），是德國的湖泊，位於該國東部，由薩克森自由州負責管轄，長1.2公里、寬0.7公里，面積0.5平方公里，海拔高度142米，最大水深約35米。